# Clariger
Clariger is een geslacht van straalvinnige vissen uit de familie van grondels (Gobiidae).

## Soorten
- Clariger chionomaculatus Shiogaki, 1988
- Clariger cosmurus Jordan & Snyder, 1901
- Clariger exilis Snyder, 1911
- Clariger papillosus Ebina, 1935